# Economía de Guadalupe
La economía de Guadalupe depende del turismo, la agricultura, la industria ligera y los servicios. Depende de la Francia continental para obtener importantes subvenciones e importaciones y la administración pública es el principal empleador de las islas. El desempleo es especialmente alto entre la población joven.
En 2006, el PIB per cápita de Guadalupe a tipos de cambio de mercado, no a PPA, era de 17.338 euros ($21.780 dólares).

## Turismo

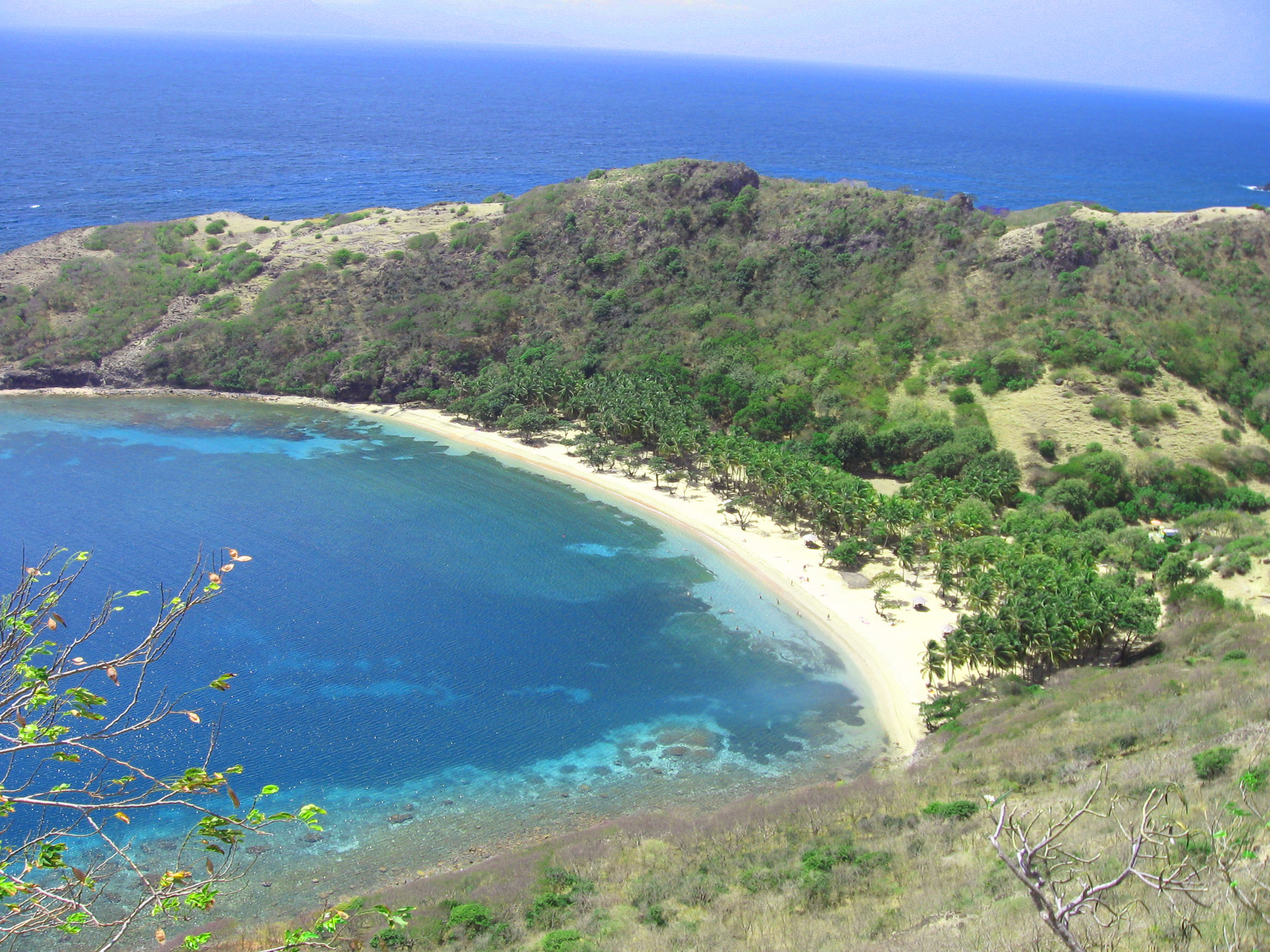
Plage de Pompierre, una de las muchas playas de Guadalupe que atraen turistas

El turismo es una de las fuentes de ingresos más importantes, y la mayoría de los visitantes proceden de Francia y América del Norte. Un número cada vez mayor de cruceros visita Guadalupe, cuya terminal de cruceros se encuentra en Pointe-à-Pitre.

## Agricultura
El cultivo tradicional de la caña de azúcar está siendo reemplazado lentamente por otros cultivos, como el banano (que ahora proporciona alrededor del 50% de los ingresos de exportación), berenjena, guinnep, noni, sapotilla, calabaza jiraumon, ñame, calabaza, plátano, cristofina, cacao, yaca, granada y muchas variedades de flores. Otras hortalizas y tubérculos se cultivan para el consumo local, aunque Guadalupe depende de alimentos importados, principalmente del resto de Francia.

## Industria ligera

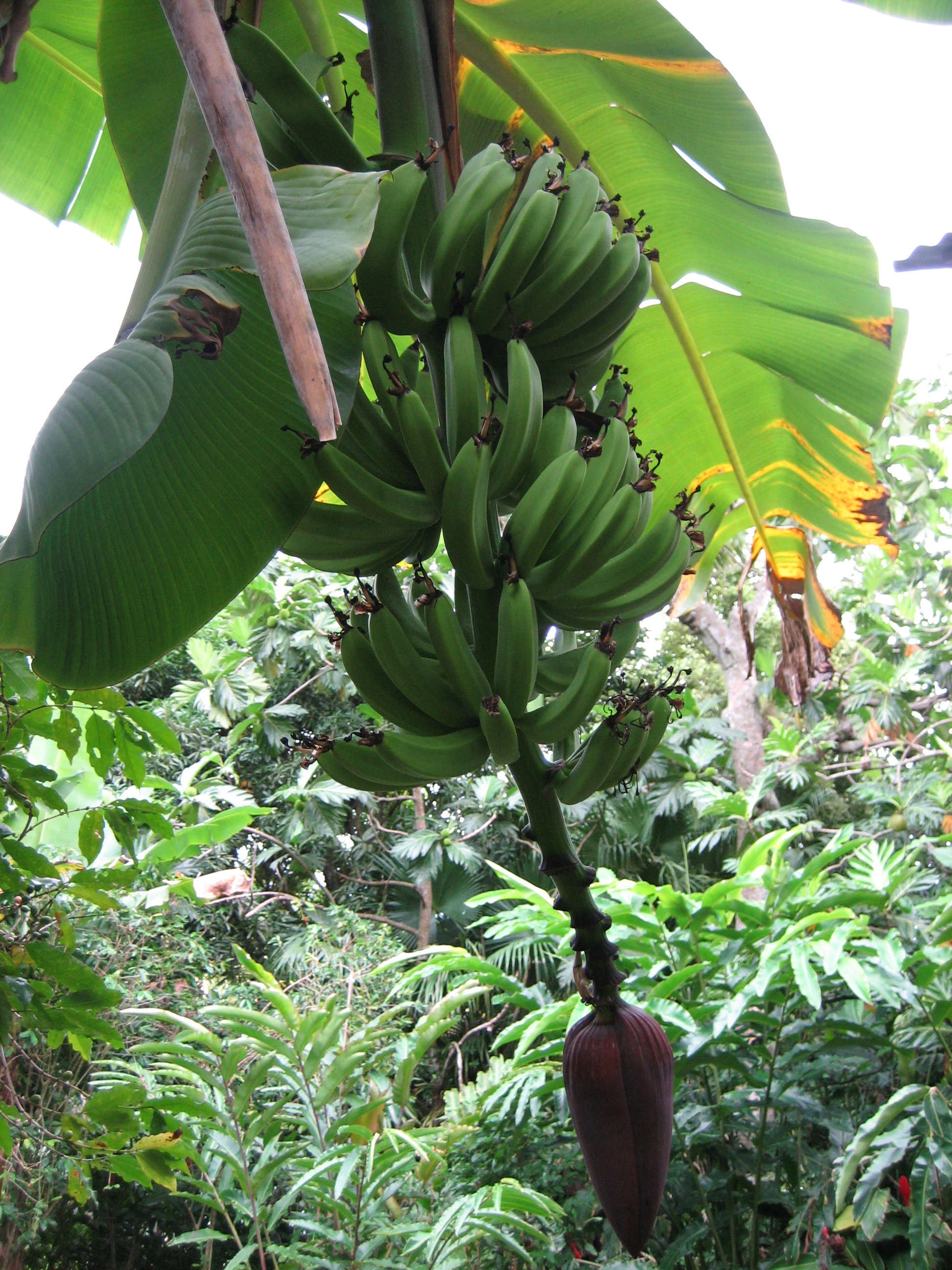
Plantaciones de banano en Basse-Terre

De las diversas industrias ligeras, las más destacadas son la producción de azúcar y ron, la energía solar, el cemento, el mobiliario y el vestido. La mayoría de los productos manufacturados y el combustible se importan.